# Belforte Monferrato
Belforte Monferrato – miejscowość i gmina we Włoszech, w regionie Piemont, w prowincji Alessandria.
Według danych na styczeń 2010 gminę zamieszkiwało 468 osób przy gęstości zaludnienia 53,3 os./1 km².